# Голубча (Хмельницкая область)
Голубча (укр. Голубча) — село в Полонском районе Хмельницкой области Украины.
Население по переписи 2001 года составляло 176 человек. Почтовый индекс — 30542. Телефонный код — 3843. Занимает площадь 1,049 км².

## Местный совет
30542, Хмельницкая обл., Полонский р-н, с. Кустовцы